# Napoleon Sarony

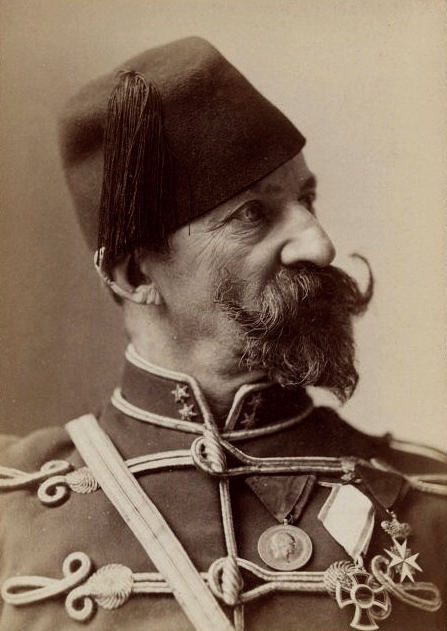
Napoleon Sarony, zelfportret

Napoleon Sarony (Quebec, 1821 – New York, 9 november 1896) was een Amerikaans lithograaf en fotograaf.

## Leven en werk
Geboren in Quebec trok Sarony met zijn familie in 1836 naar New York. Daar werkte hij aanvankelijk als illustrator, om in 1843 een eigen lithografie-zaak te beginnen, ‘Sarony & Major’, later ‘Sarony and Company’. In 1867 opende hij een bekende fotostudio aan Union Square. Daar ontpopte hij zich tot een van de beroemdste portretfotografen van zijn tijd. Onder de personen die zich door hem op de gevoelige plaat lieten vastleggen behoorden burgeroorlog-generaal William T. Sherman, de schrijvers Mark Twain en Oscar Wilde en bekende sterren van het Amerikaanse theater uit de tweede helft van de negentiende eeuw, onder wie Sarah Bernhardt. Vaak maakte hij gebruik van stereoscopie.
Een portret van Oscar Wilde leidde in 1884 tot een rechtszaak en uiteindelijk tot de eerste wettelijke definiëring van het begrip copyright. Copyright had in die dagen overigens een iets andere lading dan tegenwoordig. Gebruikelijk was dat fotografen de door hen gefotografeerde personen (fors) betaalden om te poseren en vervolgens zelf het recht hadden om de door hen gemaakte foto’s te verkopen.

## Trivia
Sarony was tweemaal getrouwd. Van zijn tweede vrouw, de excentrieke Louie, werd gezegd dat ze regelmatig dure jurken huurde om ermee door Washington Square te wandelen en ze vervolgens dezelfde dag weer terugbracht.

## Galerij

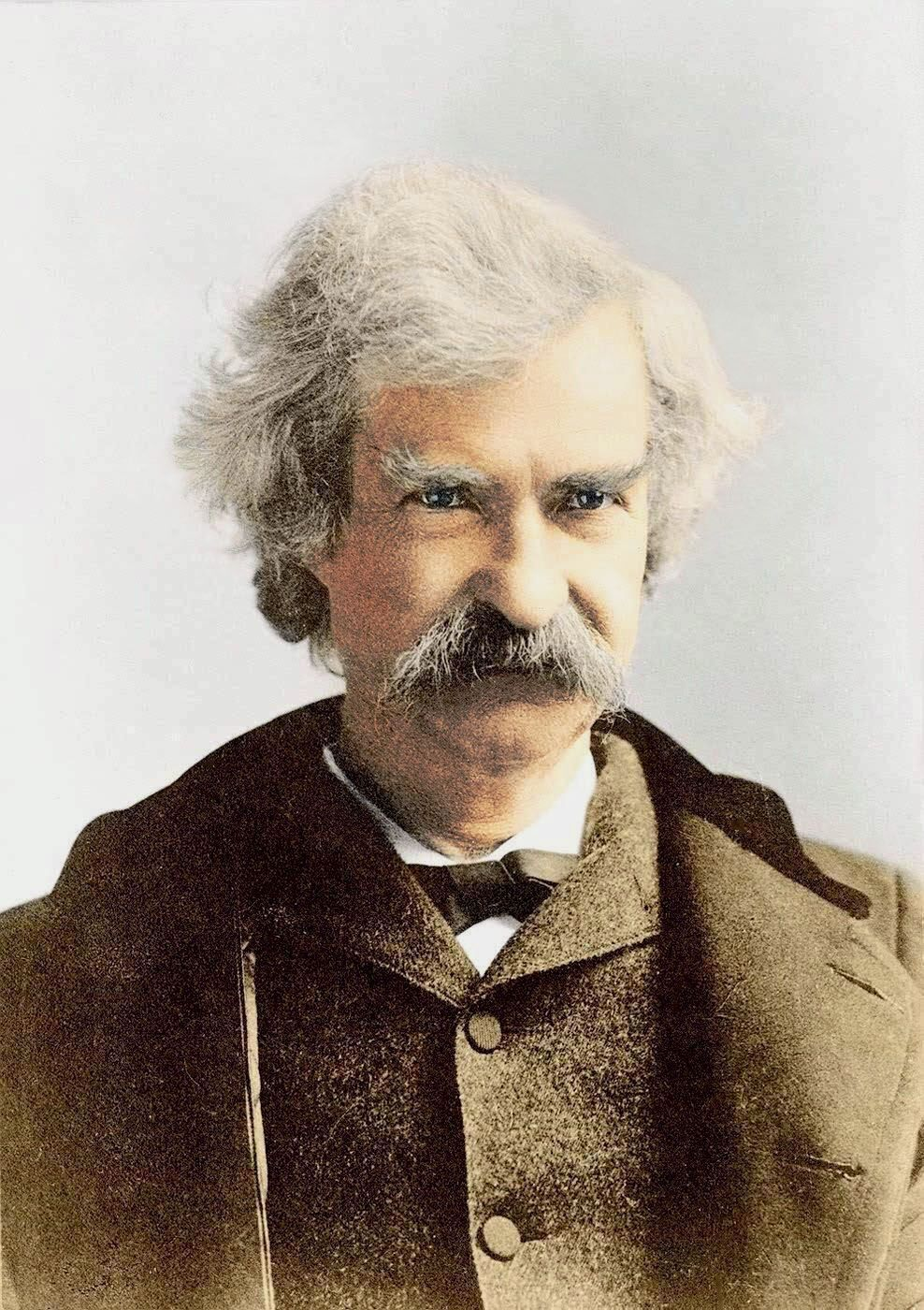
Mark Twain, 1895, handgekleurde foto
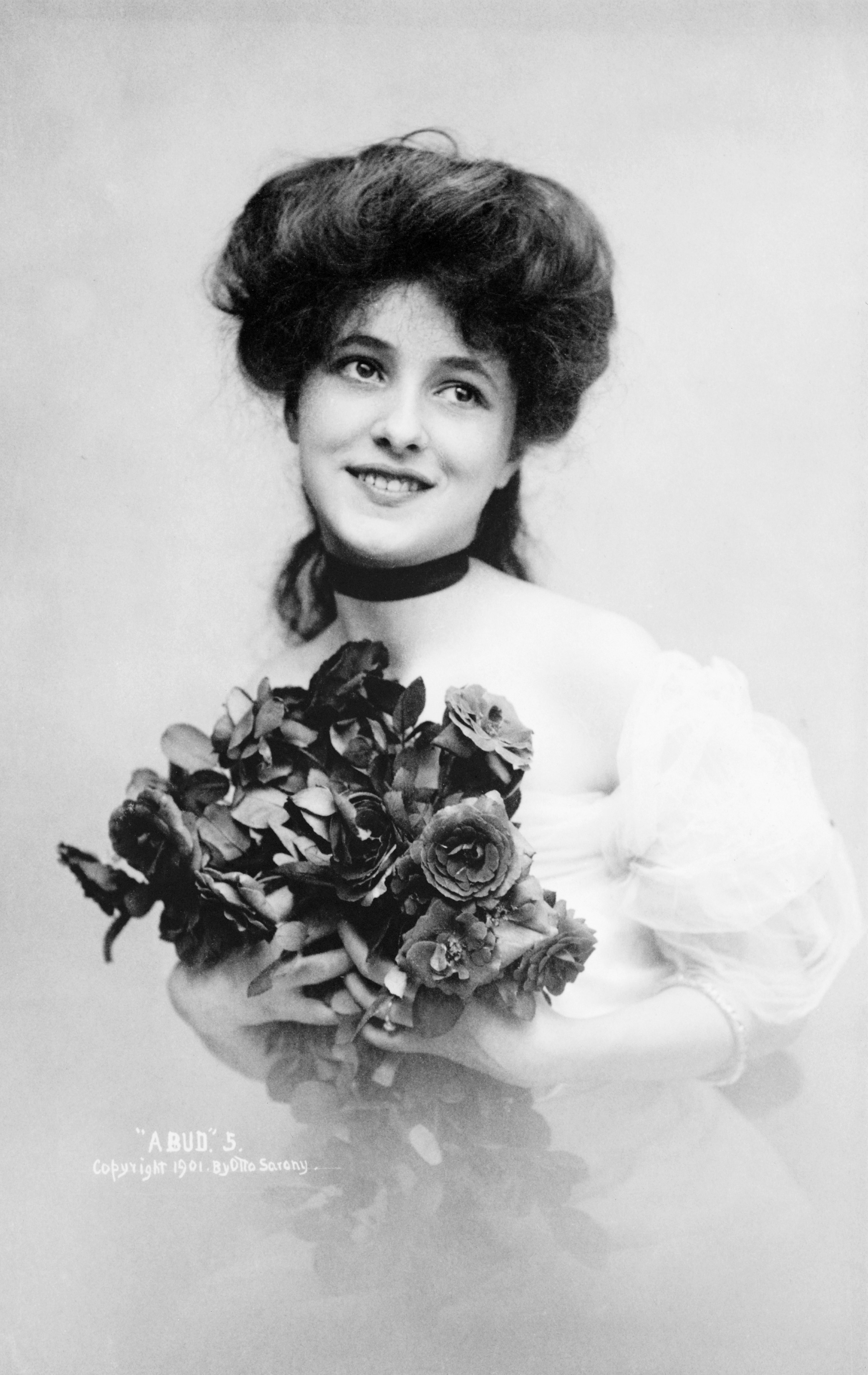
Evelyn Nesbit, 1901
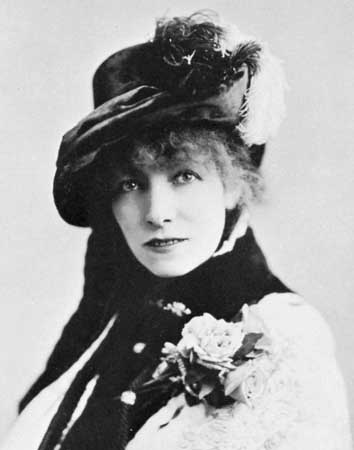
Actrice Sarah Bernhardt
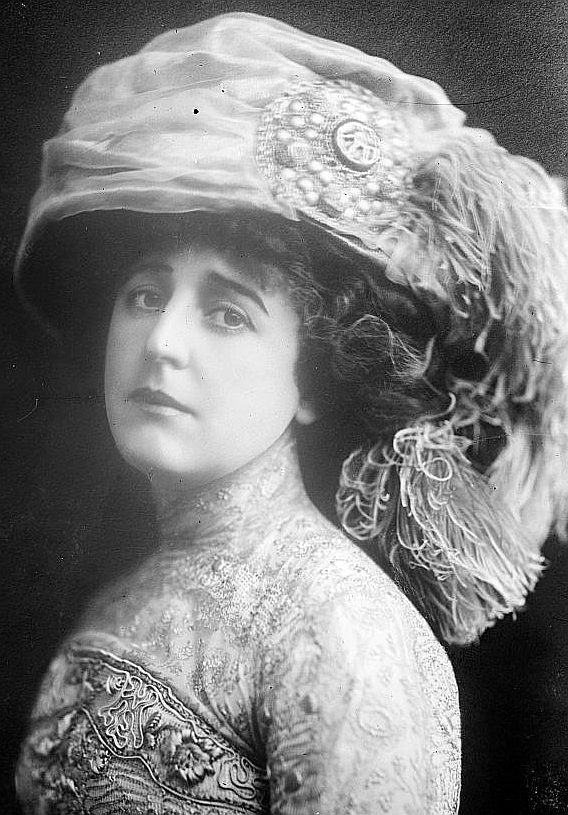
Actrice Margaret Anglin
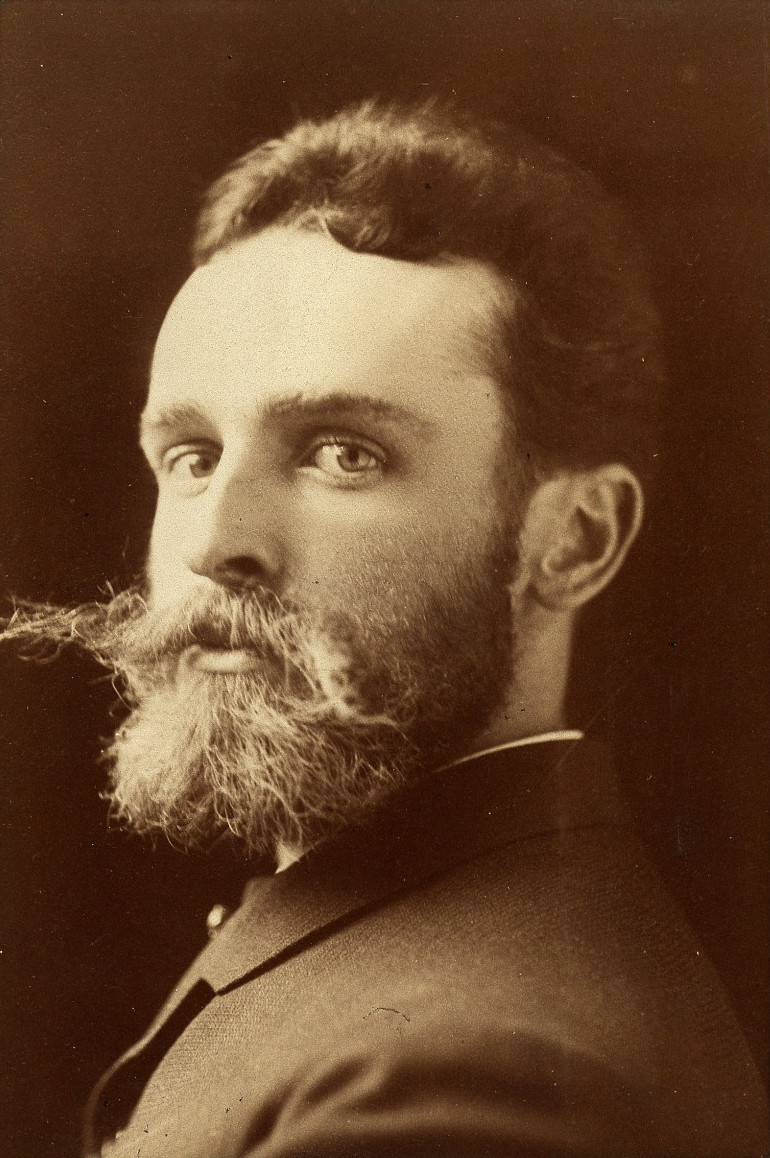
John White Alexander
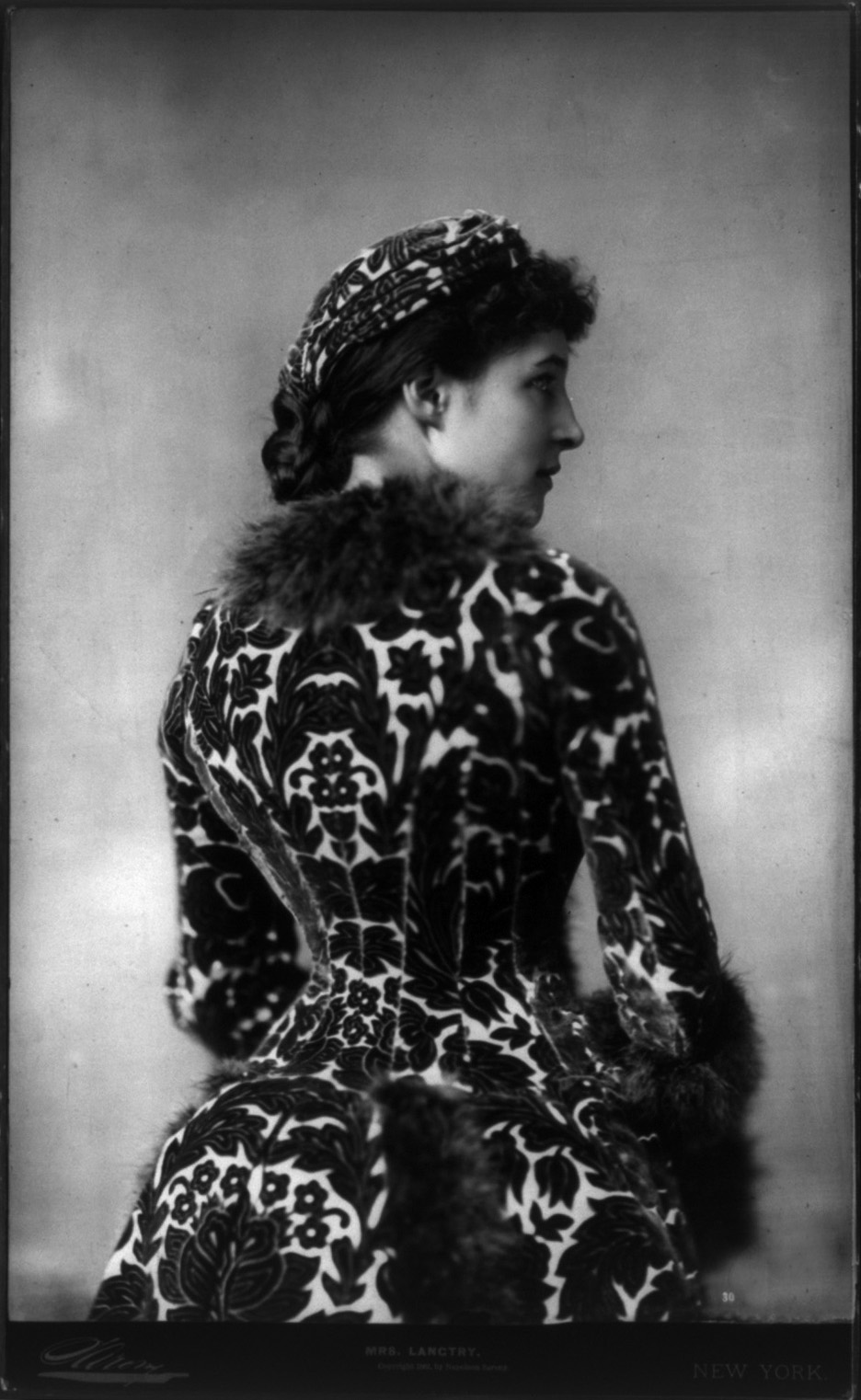
Lillie Langtry, 1882
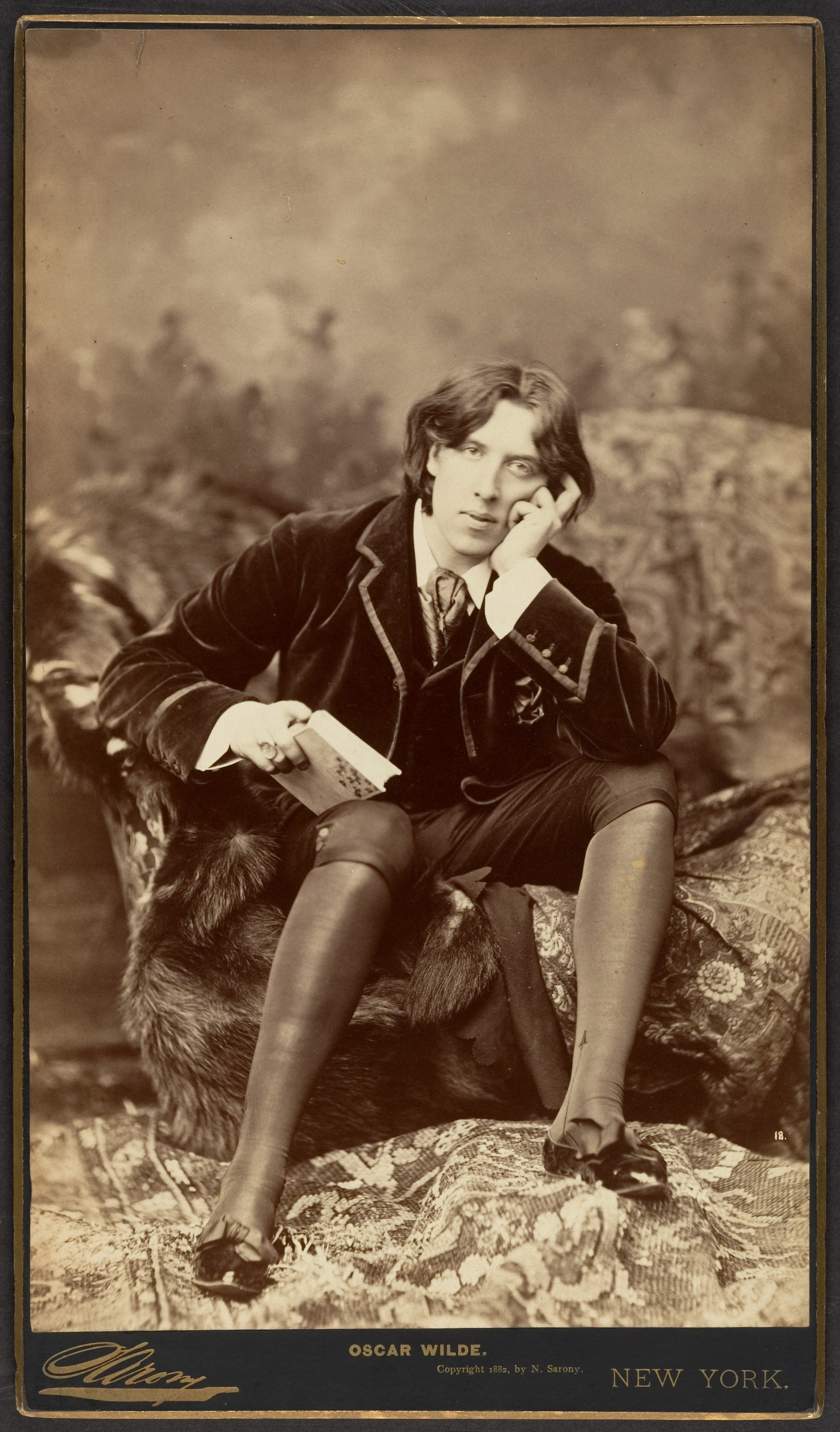
Oscar Wilde No. 18 (1882), onderwerp van de copyright-zaak
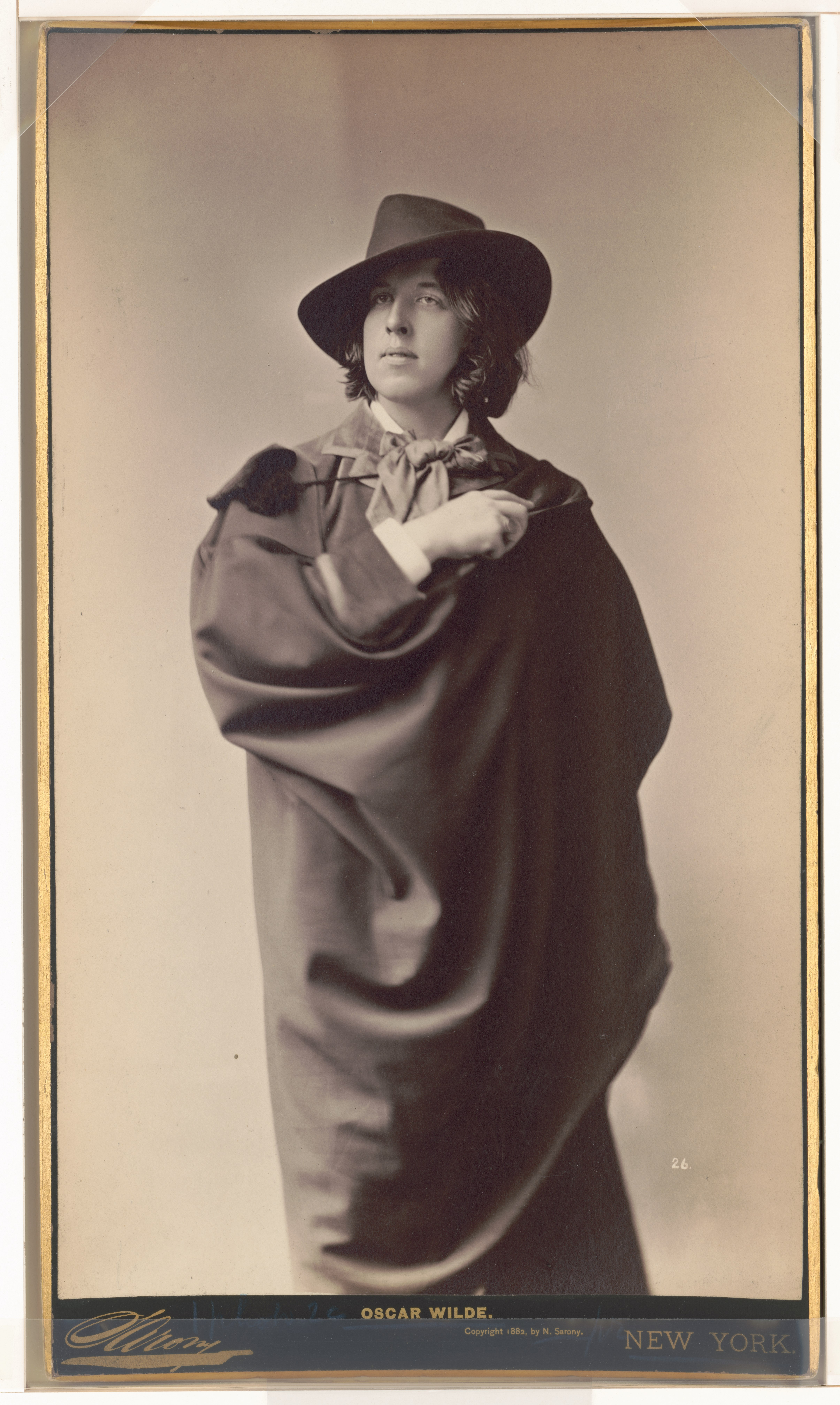
Oscar Wilde, 1882
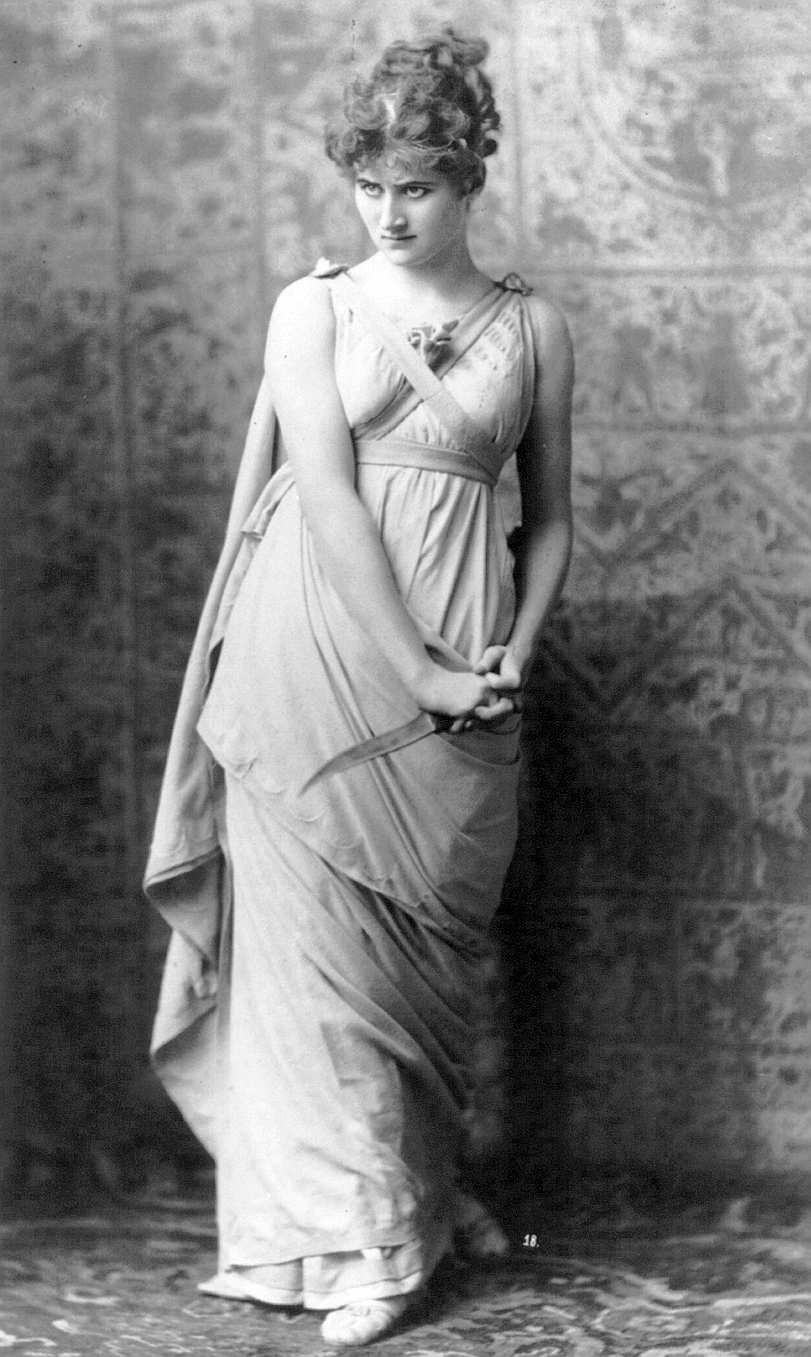
Mary Anderson, als Parthenia, 1883
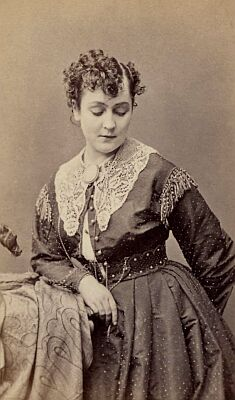
Actrice Adah Menken, rond 1870